# Еслінг

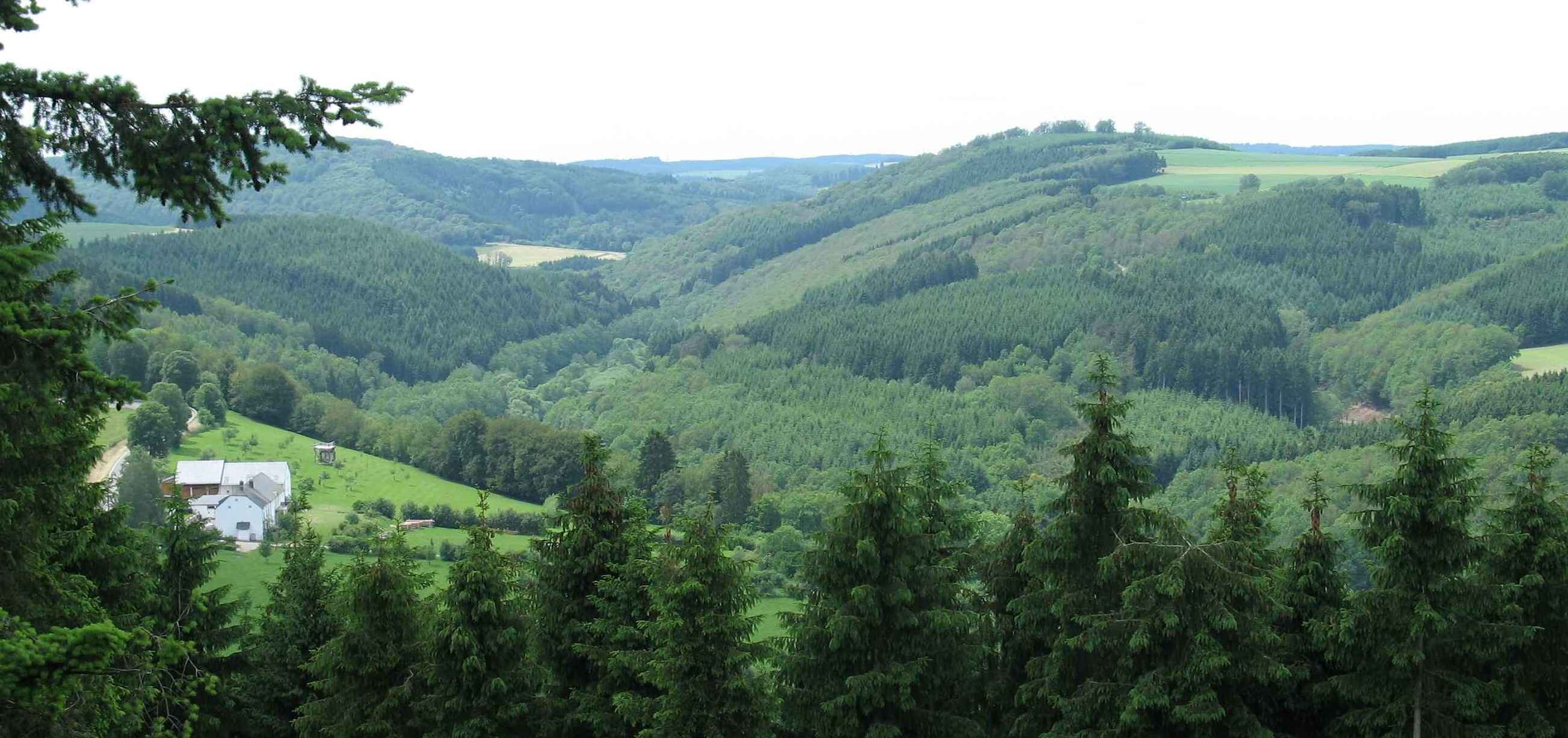
Краєвид у Еслінгу

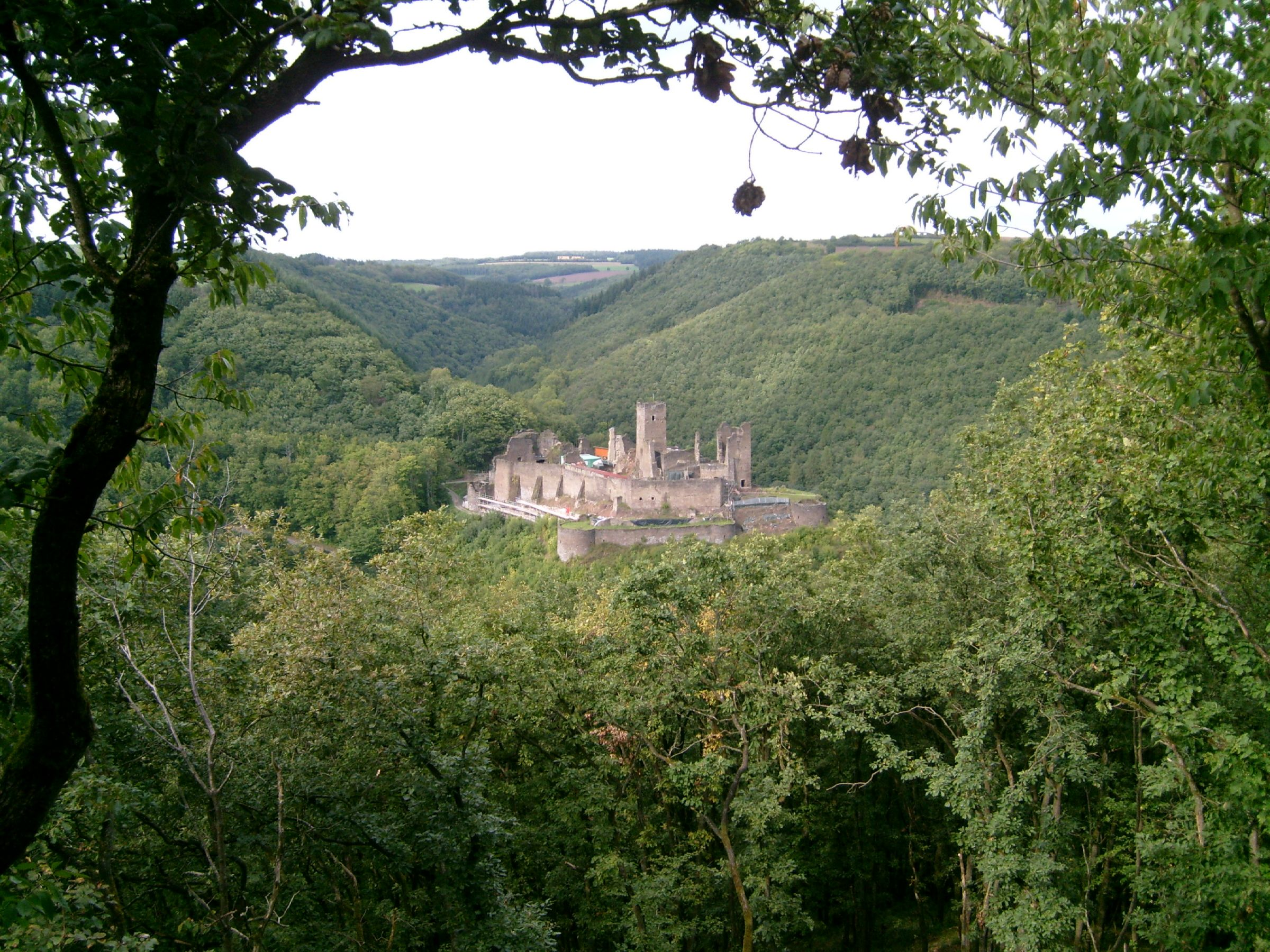
Ліс у Еслінгу. В центрі — залишки замку Бранденбург.

Еслінг (люксемб. Éislek, фр. Oesling) — регіон на півночі Великого герцогства Люксембург, що має географічні і економічні особливості порівняно з південним регіоном країни — Гутландом. Займає 32 % території країни. Ландшафт району має більш пагорбистий характер, ніж на півдні. Район є менш заселеним, ніж південь країни.
У Еслінгу є лише три невеличких міста — Клерво (1900 мешканців), Віанден (1692 мешканці) та Вільц (4977 мешканців). Регіон знаний своїми численними селами.

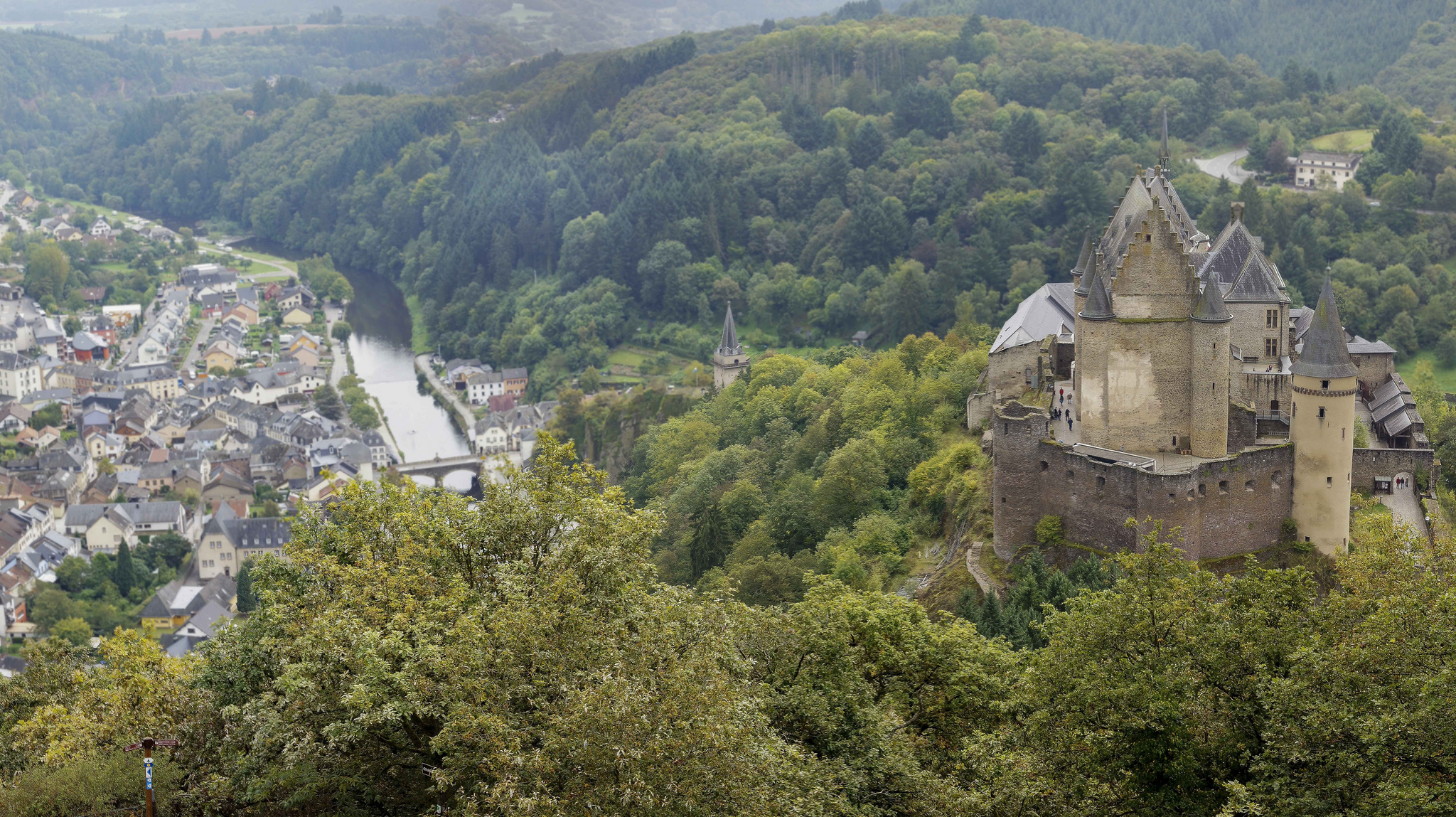
Замок Віанден.
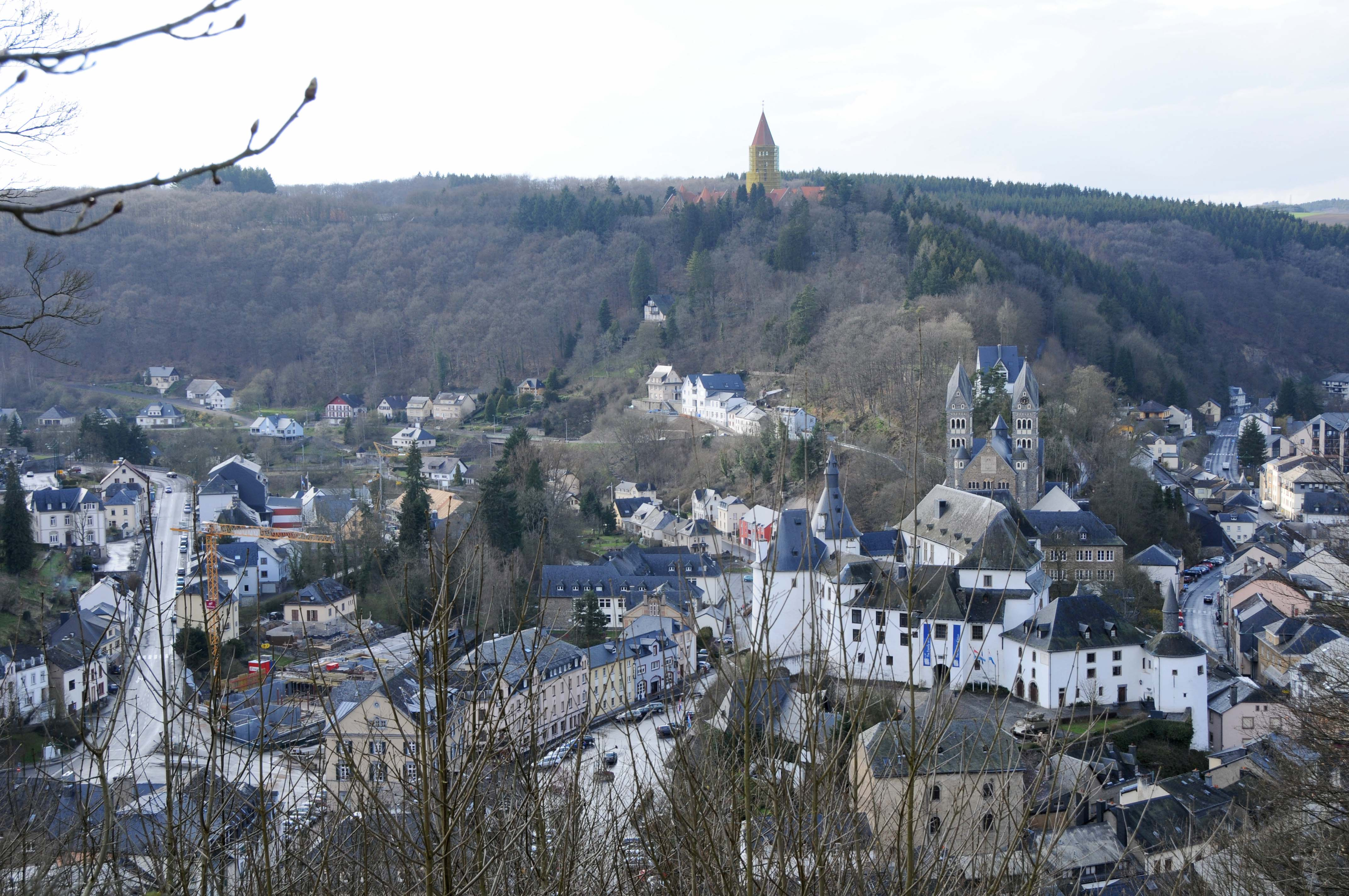
Місто Клерво.